# Odensefjorden
Odensefjorden är en vik i Danmark. Den ligger i Region Syddanmark, i den centrala delen av landet. Arean är 50 kvadratkilometer.
Odensefjorden är en 12 kilometer lång vik av Kattegatt på Fyns norra kust, i öster begränsad av halvön Hindsholm. Mynningen kallas Odense Gab. En djup ränna är uppmuddrad till 7,5 meters djup. En 7 kilometer lång kanal, Odense Kanal, leder från Odensefjorden till Odense.